# ファット・ジョー
ファット・ジョー（Fat Joe、本名：ジョセ・アントニオ・カルタヘナ（Joseph Antonio Cartagena）、1970年8月19日 - ）は、アメリカ合衆国のヒップホップMC、音楽プロデューサーである。
ニューヨーク州ニューヨーク市ブロンクス区出身、プエルトリコ系とキューバ系のハーフで、ラティーノ・コミュニティーを代表するラッパーである。1990年代に活躍したD.I.T.C.（Diggin' in the Crates Crew）のメンバー。名の通り巨漢であったが年齢と共に痩せてきている。

## 来歴

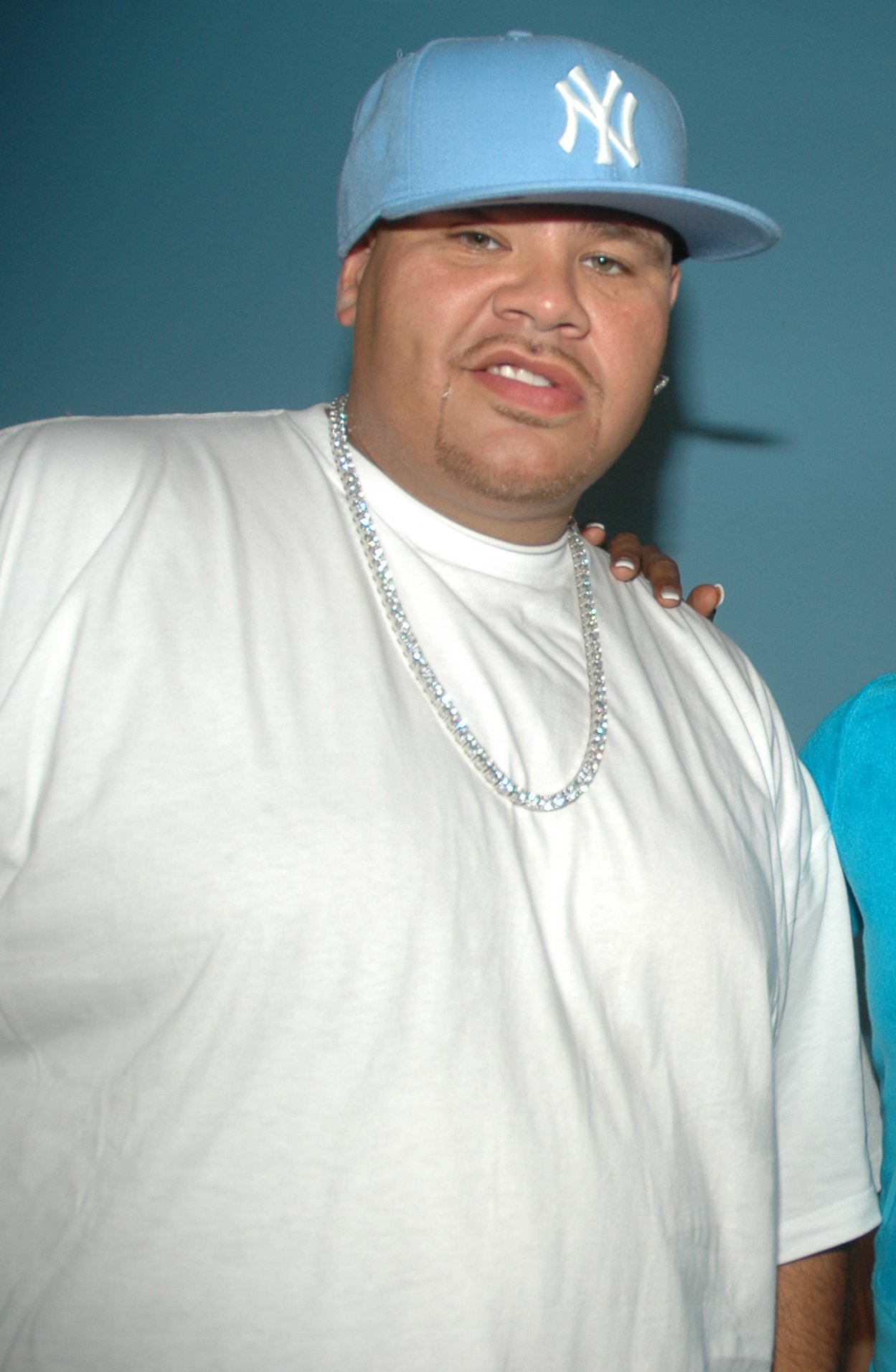
Fat Joe（2005年）

1970年8月19日、ファット・ジョーこと、ジョセ・アントニオ・カルタヘナはニューヨーク市ブロンクス区で生まれ、プエルトリコ系とキューバ系の両親のもとで育った。サウスブロンクスのモリサニア地区にある公営住宅「フォレスト・ハウス」に住んでいたファット・ジョーは、家族を養うために幼い頃から盗みを始めたが、いじめっ子だった。
Fat Joe da Gangstaという芸名でラップグループD.I.T.C.の一員として活動していたファット・ジョーは、1993年にソロ・デビュー・アルバム『Represent』をリリースし、シングル「Flow Joe」がビルボード・ホット・ラップ・ソングス・チャートで1位を獲得した。
1995年、2作目のスタジオ・アルバム『Jealous One's Envy』をリリースした。このアルバムではKRS-Oneと共演し、Diamond Dがプロデュースを担当している。ある日、スタジオでアルバムの制作をしていたファット・ジョーは、偶然にも尊敬しているLL・クール・Jが別室でシングル「I Shot Ya」のリミックス・ヴァージョンを制作しているのを発見する。ファット・ジョーは歓迎されてヴァースを提供し、フォクシー・ブラウン、キース・マーレイ、モブ・ディープのプロディジーと共演することとなった。このトラックはジョーのキャリアのハイライトの一つとされている。
1998年、アトランティック・レコードから3作目のアルバム『Don Cartagena』をリリースし、米ビルボード200で7位を記録し、アメリカでゴールドディスクの認定を受けた。このアルバム内でビッグ・パン、キューバン・リンク、トリプル・セイス、プロスペクト、アルマゲドン、レミー・マーなどを擁する自身のグループ、テラー・スクワッド（Terror Squad）をデビューさせた。
2001年、4作目のアルバム『Jealous Ones Still Envy (J.O.S.E.)』をリリースし、RIAAからプラチナ認定を受けた。アルバムには、アシャンティ、ジャ・ルール、N.O.R.E.、バスタ・ライムズ、ピート・パブロ、M.O.P.、リュダクリス、R.ケリー、ブジュ・バントンなどのスターが勢揃いしている。アルバムからのシングル「What's Luv?」は全米2位にヒットとなった。
2002年後半、5作目のアルバム『Loyalty』をリリースする。
2004年、テラー・スクワッドとのアルバム『True Story』をリリースし、収録曲「Lean Back」が全米ナンバーワンヒットを記録する。
2005年、6作目のアルバム『All or Nothing』をリリースする。
2006年、ヴァージン・レコードと契約し、7作目のアルバム『Me, Myself & I』をリリースした。
2008年3月11日、8作目のアルバム『The Elephant in the Room』をキャピトル・レコードとテラー・スクワッドの一部門であるインペリアル・レコードからリリースした。
2009年6月、9作目のアルバム『J.O.S.E. 2』がリリースされた。
2010年7月27日、E1 Musicとレコード契約を結び、10作目のアルバム『The Darkside Vol. 1』をリリースした。
2011年10月19日、ミックステープ『The Darkside Vol. 2』をリリースする。
2013年8月26日、ミックステープ『The Darkside Vol. 3』をリリースした。
2017年2月17日、レミー・マーとのジョイントアルバム『Plata O Plomo』をリリースする。アルバムからの楽曲「All the Way Up」は第59回グラミー賞の最優秀ラップ・パフォーマンス賞にノミネートされた。
2019年12月6日、ドレとのジョイントアルバム『Family Ties』をリリースした。

## 人物

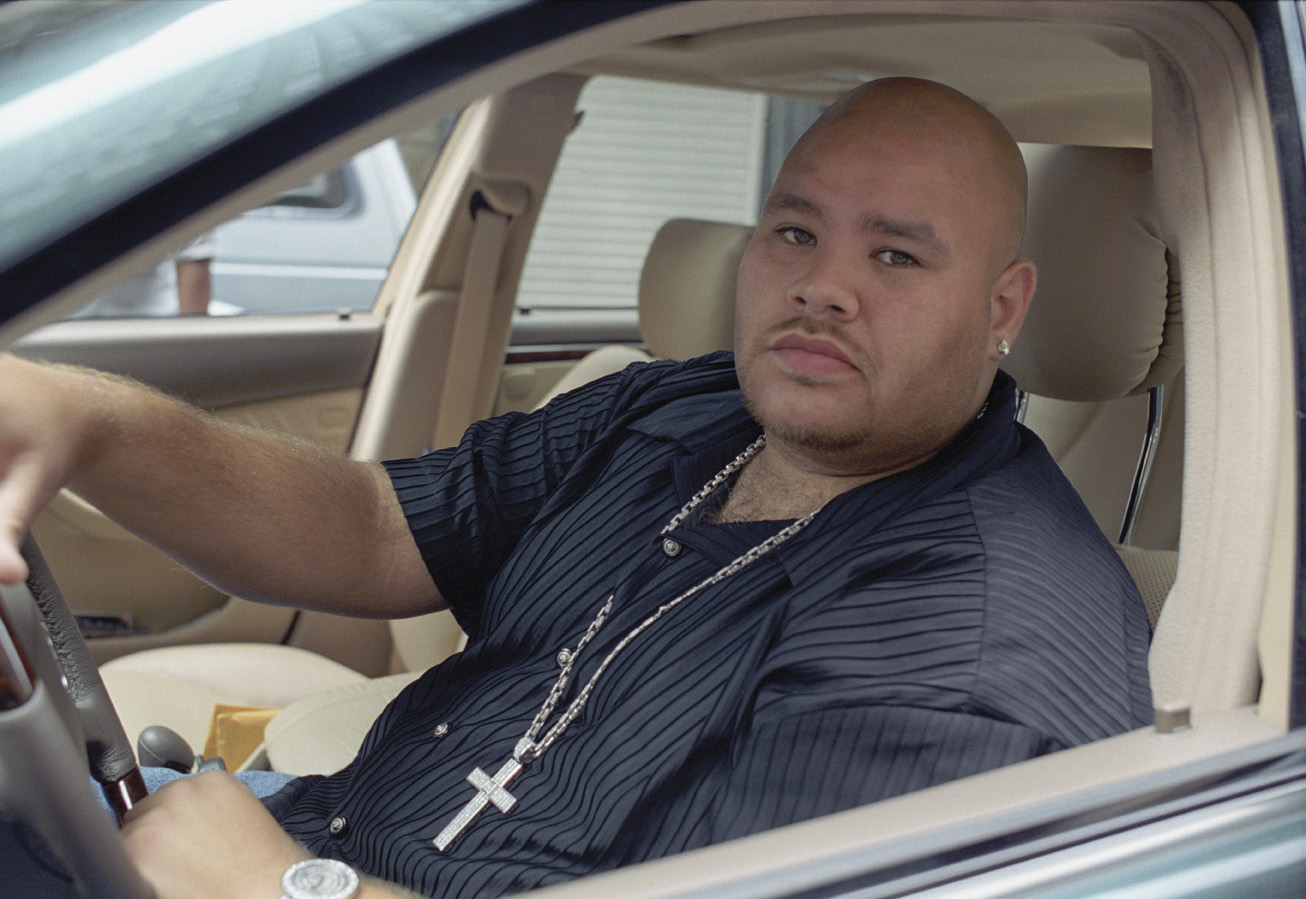
Fat Joe（2006年）

### 家族
ファット・ジョーはマイアミに住んでおり、結婚して3人の子供がいる。

### 慈善活動
ファット・ジョーはニューヨークのブロンクスにある学校に、生徒たちのためにコンピューターを寄贈している。
2011年1月23日、ファットジョーはミシェル・オバマの小児肥満に対するイニシアティブのイベントに、ニューアーク市長コーリー・ブッカーとフィットネスの専門家ジェフ・ハレビーとともに登場した。

### 事件
1998年9月8日、ファット・ジョーとビッグ・パンは同年6月14日にバットで男を殴り、男の金のチェーンを盗んだとして暴行容疑で逮捕された。
2002年5月12日、タイムズ・スクエアのB.B.キングス・ブルース・クラブで他の男と喧嘩したとの容疑で逮捕されたが、翌年1月10日に容疑は取り下げられた。

### 確執

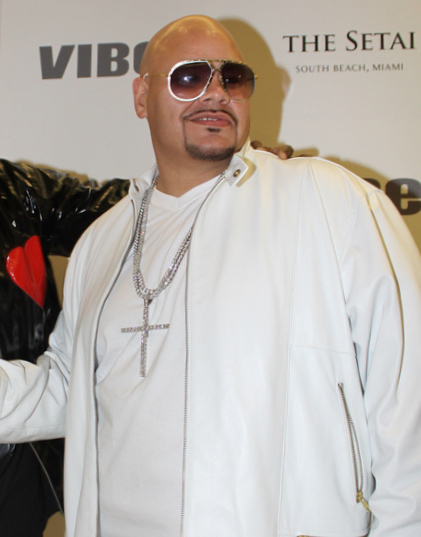
Fat Joe（2010年）

2005年、ファット・ジョーの楽曲「My Fofo」に反応して、ラッパーの50セントは楽曲「Piggy Bank」でファット・ジョーを攻撃した。ファット・ジョーはその後、ニューヨークのヒップホップ・ラジオ局WQHTの電話インタビューで、50セントを「臆病者」と呼んでいる。
2005年のMTVビデオ・ミュージック・アワードでは、ファット・ジョーが「警察の保護を受けたGユニット（G-Unit）のおかげで安心している」と発言する。その直後、MTVがコマーシャルに切り替わると、50セントがジョーに暴言を吐き、ファット・ジョーが退場しようとしていたところに50セントがステージに飛び降り、一触即発の状況となった。
2007年9月、BETの番組「ラップ・シティ」で50セントはファット・ジョーを臆病者だと非難したが、ファット・ジョーはこの主張をナンセンスだと却下した。 
2008年1月、50セントは「Southside Nigga (I'm Leaving)」というファット・ジョーのディストラックをリリースした。3月20日、ファット・ジョーのアルバム『The Elephant in the Room』のレコード売上が発表された直後、50セントは自身のYouTubeアカウントを通じてファット・ジョーの"葬式"を撮影した動画を公開し挑発した。その後50セントはファット・ジョーのレコードセールスについて語り「ファット・ジョーのキャリアを終わらせた、自分のミックステープがファット・ジョーのアルバムを吹き飛ばした」と述べている。

## ディスコグラフィ
スタジオ・アルバム
- Represent（1993年）
- Jealous One's Envy（1995年）
- Don Cartagena（1998年）
- Jealous Ones Still Envy (J.O.S.E.)（2001年）
- Loyalty（2002年）
- All or Nothing（2005年）
- Me Myself & I（2006年）
- The Elephant in the Room (2008年)
- Represent (2009年)
- Jealous Ones Still Envy 2 (J.O.S.E 2) (2009年)
- The Darkside Vol. 1 (2010年)

コラボレーティヴ・アルバム
- The Album (with Terror Squad) (1999年)
- True Story (with Terror Squad) (2004年)
- Plata O Plomo (with Remy Ma) (2017年)
- Family Ties (with Dre) (2019年)